# Robledo de Sobrecastro
Robledo de Sobrecastro es una localidad del municipio leonés de Puente de Domingo Flórez, en la Comunidad Autónoma de Castilla y León. 
La iglesia está dedicada a santa Leocadia.

## Localidades limítrofes
Confina con las siguientes localidades:
- Al norte con Castroquilame.
- Al este con Pombriego.
- Al sureste con Benuza.
- Al sur con Sotillo de Cabrera.
- Al oeste con Las Vegas de Yeres.

## Demografía
Evolución de la población
| Gráfica de evolución demográfica de Robledo de Sobrecastro entre 2000 y 2017 |
|                                                                              |
| Población de derecho (2000-2017) según el padrón municipal del INE           |

## Historia
Así se describe a Robledo de Sobrecastro en el tomo XIII del Diccionario geográfico-estadístico-histórico de España y sus posesiones de Ultramar, obra impulsada por Pascual Madoz a mediados del siglo XIX:

Lugar en la provincia de León (21 leguas), partido judicial de Ponferrada (4), diócesis de Astorga (13), audiencia territorial y capitanía general de Valladolid (35), ayuntamiento de Puente de Domingo Flórez. Situado en terreno quebrado; su clima es frío; sus enfermedades más comunes catarros e hidropesías. Tiene 30 casas; iglesia parroquial (Santa Leocadia) servida por un cura de ingreso y presentación de tres voces legas; una ermita (Santiago), y 3 fuentes de buenas aguas. Confina con Pombriego, Sotillo, Castro y Lardera. El terreno es peñascoso y de mala calidad. Hay un camino que dirige a Cabrera y Galicia en mal estado; recibe la correspondencia de Puente de Domingo Flórez. Producciones: centeno, patatas, vino y castañas; cría ganado lanar y cabrío; caza mayor y menor, y pesca de truchas. Población: 28 vecinos, 120 almas. Contribución: con el ayuntamiento.
Diccionario geográfico-estadístico-histórico de España y sus posesiones de Ultramar